# Andrei Arlovski
Andrei Valeryevich Arlovski (Wit-Russisch: Андрэй Валер'евіч Арлоўскі) (Babroejsk, 4 februari 1979) is een Wit-Russisch MMA-vechter. Hij was van februari 2005 tot augustus 2005 interim- en van augustus 2005 tot april 2006 algeheel UFC-kampioen zwaargewicht (93+ kilo).

## Carrière
Arlovski begon in zijn tienerjaren met karate en ging zich vervolgens ook bekwamen in sambo, judo en kickboksen. Hij won in 1999 zowel het Europees als het wereldjeugdkampioenschap sambo en als volwassene zilver op zowel de wereldbeker als het wereldkampioenschap sambo. Hij debuteerde in april 1999 in MMA met een nederlaag. Viacheslav Datsik sloeg hem die dag knock-out (KO).

### Interim-kampioen
Na zijn nederlaag tegen Datsik won Arlovski drie partijen op rij binnen anderhalve minuut. Vervolgens debuteerde hij in november 2000 onder de vlag van de UFC. Hij versloeg die dag Aaron Brink in 55 seconden, middels submissie (armklem). Zijn volgende twee partijen verloor hij van de latere UFC-kampioen Ricco Rodriguez en drievoudig uitdager om die titel Pedro Rizzo. Zij sloegen hem allebei technisch knock-out (TKO). Nadat hij daarna weer drie tegenstanders op rij versloeg, gunde de UFC Arlovski een gevecht om de wereldtitel zwaargewicht. Regerend kampioen Frank Mir was alleen niet in staat om te vechten vanwege een motorongeluk. Daarom kwam er in plaats daarvan een partij om een interim-titel, tegen Tim Sylvia. Die vond plaats op 5 februari 2005. Arlovski won in 47 seconden door middel van submissie (achilles lock). Hij verdedigde zijn interim-titel vier maanden later door Justin Eilers technisch knock-out te slaan, zijn negende overwinning en de achtste binnen één ronde.

### Algeheel kampioen
Toen in augustus 2005 duidelijk werd dat Mir ook in oktober (achttien maanden na zijn ongeluk) niet in staat zou zijn om zijn titel te verdedigen, nam de UFC hem die af en promoveerde Arlovski tot algeheel UFC-kampioen zwaargewicht. Hij verdedigde de titel één keer, tegen Paul Buentello. Arlovski sloeg hem in vijftien seconden knock-out. Hij werd op 15 april 2006 onttroond als kampioen, tijdens zijn tweede ontmoeting met Sylvia. Die sloeg Arlovski TKO in de eerste ronde. Tijdens een onmiddellijke rematch drie maanden later bleef hij vijf ronden van vijf minuten overeind, maar won Sylvia opnieuw, nu middels een unanieme jurybeslissing. Arlovski vocht daarna nog drie gevechten binnen de UFC. Daarin versloeg hij onder anderen Fabrício Werdum, die later ook UFC-kampioen werd.

### Andere organisaties
Na een zege op Jake O'Brien in maart 2008 verliet Arlovski de UFC. Hij had op dat moment dertien keer gewonnen en vijf keer verloren. In de volgende 5,5 jaar van zijn carrière streed hij binnen verschillende andere organisaties, zoals Affliction, Strikeforce, ONE en de World Series of Fighting (WSOF). Van de veertien partijen die Arlovski in deze tijd vocht, won hij er acht. In één daarvan sloeg hij als eerste ooit Roy Nelson knock-out. Daartegenover stond onder meer een reeks met vier verliezen op rij, tegen Fjodor Jemeljanenko, Brett Rogers, Antônio Silva en Sergei Kharitonov. Een vierde ontmoeting met Sylvia in augustus 2012 was de eerste wedstrijd in zijn carrière die werd gestaakt. Na een illegale trap van Arlovski kon Sylvia niet verder.

### Terugkeer naar UFC
Arlovski keerde in juni 2014 terug bij de UFC. Hij vierde zijn rentree met een overwinning (verdeelde jurybeslissing) op Brendan Schaub, voormalig finalist van The Ultimate Fighter. Daarna won hij ook zijn volgende drie partijen. Daarin nam hij onder meer revanche op Silva (KO) en kwam hij uiteindelijk dan toch uit tegen Mir (verdeelde jurybeslissing). Hij klom opnieuw op tot de tweede plek op de ranglijst van uitdagers voor de titel.
Stipe Miočić stuitte Arlovski's opmars door hem in januari 2016 binnen een minuut knock-out te slaan. Alistair Overeem deed op 8 mei 2016 hetzelfde, nu na 1.12 minuut in de tweede ronde. Hun gevecht was het hoofdprogramma van UFC Fight Night: Overeem vs. Arlovski in Rotterdam Ahoy, het eerste UFC-evenement in Nederland ooit. Arlovski leed in september 2016 voor de derde keer op rij een voortijdige nederlaag. Ditmaal versloeg Josh Barnett hem middels een verwurging (rear-naked choke). Francis Ngannou bezorgde Arlovksi in januari 2017 zijn vierde opeenvolgende nederlaag, voor de vierde keer ook voortijdig. Hij sloeg de Wit-Rus na ruim anderhalve minuut in de eerste ronde van hun partij TKO. Arlovski verliet in juni 2017 voor de vijfde keer op rij als verliezer de kooi. Deze keer was Marcin Tybura hem op basis van een unanieme jurybeslissing de baas. Arlovski won in november 2017 op basis van een unanieme jurybeslissing van Junior Albini. Daarmee maakte hij na 23 maanden een einde aan een reeks van vijf nederlagen op rij. Hij won in maart 2018 vervolgens ook van Stefan Struve (unanieme jurybeslissing).